# Notopterygium tenuifolium
Notopterygium tenuifolium là một loài thực vật có hoa trong họ Hoa tán. Loài này được M.L. Sheh & F.T. Pu mô tả khoa học đầu tiên năm 2000.